# Andreï Kirioukhine
Andreï Anatolievitch Kirioukhine (en russe : Андрей Анатольевич Кирюхин, né le 4 août 1987 à Iaroslavl en RSFS de Russie – mort le 7 septembre 2011 à Iaroslavl en Russie) est un joueur professionnel russe de hockey sur glace. Il est le fils du footballeur professionnel Anatoli Kirioukhine (ru).

## Biographie

### Carrière en club
Ce joueur évoluant au poste d'ailier droit a commencé sa carrière en 2003 dans la Pervaïa Liga, le championnat de Russie de troisième division en jouant pour l'équipe réserve du Lokomotiv Iaroslavl. Lors des saisons 2006-2007 et 2007-2008, il fait des apparitions en équipe première en Superliga, la première division russe. Lors de la saison 2007-2008, il fait l'objet d'un prêt au HK Belgorod, club de VHL (deuxième division russe). Il est ensuite prêté au Kapitan Stoupino pour la saison 2008-2009. Il retourne ensuite au Lokomotiv Iaroslavl, jouant cette fois-ci en Ligue continentale de hockey (KHL).
Kirioukhine fait partie de la liste des personnes tuées à la suite de l'accident de l'avion transportant son équipe du Lokomotiv Iaroslavl au départ de Iaroslavl et à destination de Minsk en Biélorussie. L'avion de ligne de type Yakovlev Yak-42 s'écrase peu après son décollage de l'aéroport Tounochna de Iaroslavl, faisant 44 morts parmi les 45 occupants,. Il est enterré au cimetière Saint-Léonce de Iaroslavl.

### Carrière internationale
Il représente la Russie En équipe nationale. Il a participé aux sélections jeunes. Lors du Championnat du monde junior de 2007, il est membre de l'équipe remportant la médaille d'argent. Il fait sa première apparition en senior avec l'équipe de Russie B au cours d'une manche de l'Euro Ice Hockey Challenge.

## Statistiques

### En club
| Saison    | Équipe                | Ligue         |    | Saison régulière | Saison régulière | Saison régulière | Saison régulière | Saison régulière |   | Séries éliminatoires | Séries éliminatoires | Séries éliminatoires | Séries éliminatoires | Séries éliminatoires |
| Saison    | Équipe                | Ligue         | PJ | B                | A                | Pts              | Pun              | PJ               | B | A                    | Pts                  | Pun                  |                      |                      |
| 2003-2004 | Lokomotiv Iaroslavl 2 | Pervaïa liga  | 41 | 5                | 5                | 10               | 10               | -                | - | -                    | -                    | -                    |                      |                      |
| 2004-2005 | Lokomotiv Iaroslavl 2 | Pervaïa liga  | 51 | 21               | 19               | 40               | 26               | -                | - | -                    | -                    | -                    |                      |                      |
| 2005-2006 | Lokomotiv Iaroslavl 2 | Pervaïa liga  | 36 | 15               | 18               | 33               | 48               | -                | - | -                    | -                    | -                    |                      |                      |
| 2005-2006 | Lokomotiv Iaroslavl   | Superliga     | 10 | 0                | 1                | 1                | 29               |                  |   |                      |                      |                      |                      |                      |
| 2006-2007 | Lokomotiv Iaroslavl 2 | Pervaïa liga  | 32 | 13               | 18               | 31               | 80               | -                | - | -                    | -                    | -                    |                      |                      |
| 2006-2007 | Lokomotiv Iaroslavl   | Superliga     | 12 | 1                | 1                | 2                | 0                |                  |   |                      |                      |                      |                      |                      |
| 2007-2008 | HK Belgorod           | Vyschaïa liga | 60 | 17               | 22               | 39               | 44               | 3                | 0 | 0                    | 0                    | 0                    |                      |                      |
| 2008-2009 | Kapitan Stoupino      | Vyschaïa liga | 64 | 24               | 30               | 54               | 62               | 9                | 3 | 4                    | 7                    | 18                   |                      |                      |
| 2009-2010 | Lokomotiv Iaroslavl   | KHL           | 53 | 5                | 12               | 17               | 24               | 17               | 3 | 5                    | 8                    | 4                    |                      |                      |
| 2010-2011 | Lokomotiv Iaroslavl   | KHL           | 54 | 13               | 12               | 25               | 22               | 18               | 3 | 4                    | 7                    | 8                    |                      |                      |
| 2011-2012 | Lokomotiv Iaroslavl   | KHL           | -  | -                | -                | -                | -                | -                | - | -                    | -                    | -                    |                      |                      |

### En équipe nationale
| Année | Compétition                 |   | PJ | B | A | Pts | Pun | +/-               |  | Résultats |
| 2007  | Championnat du monde junior | 6 | 0  | 3 | 3 | 2   | +2  | Médaille d'argent |  |           |